# Anja Wagner (Schriftstellerin)
Anja Wagner (* 1971 in Steinfurt, Nordrhein-Westfalen) ist eine deutsche Kinder- und Jugendbuchautorin.

## Leben
Anja Wagner ist ausgebildete Sozialpädagogin und hat seit 2010 zahlreiche Kinder- und Jugendbücher veröffentlicht. Sie schreibt auch unter den Pseudonymen Anja Ukpai und Holly Watson. Einige ihrer Bücher wurden in andere Sprachen übersetzt.

## Werke (Auswahl)

### Einzeltitel
- Caro, Lina und der Buchgeist. Planet Girl, Stuttgart 2010, ISBN 978-3-522-50192-7.
- Die kleine Räuberlilli. Planet Girl, Stuttgart 2011, ISBN 978-3-522-50240-5.
- Millie Millberry und das Teestübchenkomplott. Planet Girl, Stuttgart 2014, ISBN 978-3522504362.
- Dolphin Dreams. Im Meer wartet die Freiheit. Loewe Verlag, Bindlach 2019, ISBN 978-3743202436

### Der Robin-Hood-Klub
- 4 Freundinnen für immer. Planet Girl, Stuttgart 2011, ISBN 978-3-522-50141-5.
- 4 Freundinnen für ein Kaninchen. Planet Girl, Stuttgart 2012, ISBN 978-3-522-50271-9.

### Die Sherlock-Holmes-Academy Reihe
(publiziert unter dem Pseudonym „Holly Watson“)
- Karos, Chaos und knifflige Fälle. Planet Girl, Stuttgart 2012, ISBN 978-3-522-50316-7.

### Marisa Meermädchen Reihe
- Der Traum vom Reiten. Loewe Verlag, Bindlach 2019, ISBN 978-3-743-20389-1

### Meridian Trilogie
(publiziert unter dem Pseudonym „Anja Ukpai“)
- Meridian Princess. Die Clockmakers Academy. Oetinger Verlag, Hamburg 2020, ISBN 978-3841506139

### Rabenherz Dilogie
(publiziert unter dem Pseudonym „Anja Ukpai“)
- Rabenherz. Planet! Verlag, Stuttgart 2016, ISBN 978-3522504928
- Rabenkuss. Planet! Verlag, Stuttgart 2016, ISBN 978-3522505246

### Magic Agents Reihe
- Magic Agents. In Dublin sind die Feen los! CBJ Penguin Random House, München 2023, ISBN 978-3570180563

## Auszeichnungen
- 2012: Leipziger Lesekompass für Räuberlilli[1]
- 2013: 1. Platz der Schmökerhits für Kids, Erfurter Kinderbuchtage für den Robin-Hood-Klub[2]
- 2017: DELIA Jugendliteraturpreis für Rabenherz (erschienen unter Pseudonym Anja Ukpai)[3]